# Belemina
Belemina (en grec antic Βελεμίνα) o Belmina (Βέλμινα) o Belbina (Βελβίνα) era una ciutat del nord-oest de Lacònia, centre del districte de Belminatis (Βελμινᾶτι), segons Estrabó i Polibi. Originàriament va ser una ciutat dels arcadis però molt aviat conquerida pels lacedemonis que la van incorporar al seu territori, encara que Pausànies no creu en aquesta informació.
Després de la batalla de Leuctra, va tornar a ser part d'Arcàdia i molts dels seus habitants van ser traslladats la nova ciutat de Megalòpolis, i Belemina va quedar com una dependència de la nova ciutat, segons Plutarc. A les guerres amb la Lliga Aquea, el districte era objecte d'un constant litigi entre Esparta i la Lliga. Sota els tirans espartans Macànides o Nabis, Belemina i el seu territori van ser incorporats altra vegada a Lacònia, però derrotada Esparta per Filopemen el 198 aC, la ciutat va tornar a dependre de Megalòpolis, diu Titus Livi.
El districte és muntanyós i té algunes fonts d'aigua que fan cap al riu Eurotes. La muntanya Belemina (avui Tzimbarú) és la més alta. Pausànies la situa a cent estadis de Pel·lana.
Les restes que s'han trobat a la cimera del puig Khelmós podrien correspondre a la ciutat.